# Самохваловичский сельсовет
Самохва́ловичский сельсовет (бел. Самахва́лавіцкі сельсавет) — административно-территориальная единица Минского района Минской области Белоруссии. Административный центр — агрогородок Самохваловичи.
Был создан 20 августа 1924 года в составе самохваловичского района Минской округи БССР. После упразднения системы округов 26 июля 1930 года находился в составе Самохваловичского района БССР. С 26 мая 1935 года по 20 февраля 1938 года находился в составе города Минска. В 1938 года после создания в Республике Беларусь областной системы вошёл в состав Минской области. 5 марта 1959 года в связи с упразднением Гатовского сельсовета были присоединены деревни Катяги, Плябанцы, Пересека и Чуриловичи. А так же посёлок Калинина.
Согласно переписи населения 2009 года проживали 3454 человека из них 89,5 % белорусы, 7,2 % русские, 1,1 % украинцы.

## Состав
Самохваловичский сельсовет включает 12 населённых пунктов:
- Белица — деревня.
- Валицковщина — деревня.
- Василевщина — деревня.
- Курковичи — деревня.
- Мариполь — деревня.
- Русиновичи — деревня.
- Самохваловичи — агрогородок.
- Самохваловичи — деревня.
- Слобода — деревня.
- Стукатичи — деревня.
- Тимошки — деревня.
- Углы — деревня.